# Elezioni generali in Burkina Faso del 2020
Le elezioni generali in Burkina Faso del 2020 si sono tenute il 22 novembre per l'elezione del Presidente e il rinnovo dell'Assemblea nazionale.

## Risultati

### Elezioni presidenziali
| Candidati                    | Partiti                                                                           | Voti      | %     |
| ---------------------------- | --------------------------------------------------------------------------------- | --------- | ----- |
| Roch Marc Christian Kaboré   | Movimento del Popolo per il Progresso                                             | 1 654 982 | 57,87 |
| Eddie Komboïgo               | Congresso per la Democrazia e il Progresso                                        | 442 742   | 15,48 |
| Zéphirin Diabré              | Unione per il Progresso e il Cambiamento                                          | 356 388   | 12,46 |
| Kadré Désiré Ouédraogo       | Agire Insieme                                                                     | 95 977    | 3,36  |
| Tahirou Barry                | Movimento per il Cambiamento e la Rinascita                                       | 62 639    | 2,19  |
| Ablassé Ouedraogo            | Alternativa Faso                                                                  | 51 575    | 1,80  |
| Gilbert Noël Ouédraogo       | Alleanza per la Democrazia e la Federazione - Raggruppamento Democratico Africano | 44 347    | 1,55  |
| Yacouba Isaac Zida           | Movimento Patriottico per la Salvezza                                             | 43 403    | 1,52  |
| Abdoulaye Soma               | Sole dell'Avvenire                                                                | 40 217    | 1,41  |
| Segui Ambroise Farama        | Organizzazione dei Popoli Africani                                                | 25 783    | 0,90  |
| Kiemdoro do Pascalo Sessouma | Visione Burkina                                                                   | 20 158    | 0,70  |
| Yéli Monique Kam             | Movimento per la Rinascita del Burkina Faso                                       | 15 124    | 0,53  |
| Claude Aimé Tassembedo       | Indipendente                                                                      | 6 449     | 0,23  |
| Totale                       | Totale                                                                            | 2 859 784 | 100   |

### Elezioni legislative
| Liste                                                                             | Voti | % | Seggi |
| --------------------------------------------------------------------------------- | ---- | - | ----- |
| Movimento del Popolo per il Progresso                                             |      |   | 56    |
| Congresso per la Democrazia e il Progresso                                        |      |   | 20    |
| Nuovi Tempi per la Democrazia                                                     |      |   | 13    |
| Unione per il Progresso e il Cambiamento                                          |      |   | 12    |
| Unione per la Rinascita/Partito Sankarista                                        |      |   | 5     |
| Movimento per il Burkina del Futuro                                               |      |   | 4     |
| Alleanza per la Democrazia e la Federazione - Raggruppamento Democratico Africano |      |   | 3     |
| Raggruppamento Patriottico per l'Integrità                                        |      |   | 3     |
| Partito per lo Sviluppo e il Cambiamento                                          |      |   | 3     |
| Convenzione Nazionale per il Progresso                                            |      |   | 2     |
| Agire Insieme                                                                     |      |   | 2     |
| Partito per la Democrazia e il Socialismo/Metba                                   |      |   | 1     |
| Convergenza per il Progresso e la Solidarietà                                     |      |   | 1     |
| Alleanza Panafricana per la Rifondazione                                          |      |   | 1     |
| Progressisti Uniti per il Rinnovamento                                            |      |   | 1     |
| Totale                                                                            |      |   | 127   |